# Historia de Manzanillo

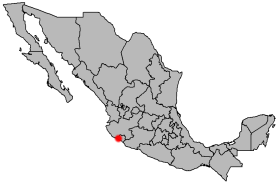
Localización de Manzanillo en México.

La historia de Manzanillo es la historia del municipio de Manzanillo, en el estado de Colima, México.
La importancia de Manzanillo radica en su río homónimo, convertido en la actualidad en un casi inexistente arroyo que alimenta un campo de golf propiedad de Las Hadas y que, desde tiempos muy remotos, ha sido sitio de asentamientos humanos ya sea para concurrir las embarcaciones en su astillero, organizar tumultos porque el virrey visita la Audiencia, proveer de leña y aguada a marinos revolcados por tempestades, servir de escondrijo a herejes, corsarios y filibusteros, vigilar el Galeón o Nao de China y recibir "Los pliegos de su Majestad", realizar alistamientos para defenderla de posibles desembarcos de afamados saqueadores de mar o traficantes de contrabando, hasta suministrar mano de obra a la infraestructura pujante de la zona turística comprendida hoy en la Cuenca del Pacífico.

## Época Prehispánica y Conquista
A pesar de que poco se sabe, el puerto de Manzanillo recibió en tiempos precolombinos el nombre de Cozcatlán, cuya derivación etimológica en lengua Náhuatl significa «Lugar de perlas» o «Donde se fabrican collares de perlas», siendo tan conocida su fama de albergar ricos bancos de madreperla que, según las crónicas, cada noventa días eran enviadas a los mercados de Tlatelolco en la Gran Tenochtitlan como parte de un tributo o pacto comercial que el gobierno de Colimán hizo al dominante imperio azteca a través de sus emisarios Pochtecas.
También se sostiene la teoría, evidente en la marcada influencia que recibió su cerámica prehispánica, de que este auge comercial llevó a establecer contactos marítimos con pueblos del Perú y el lejano Oriente. Al respecto, Gregorio Torres Quintero en una de sus muchas leyendas que escribió, narra la visita que le hizo un prócer chino de gran dinastía al rey IX de Colimán en el puerto de Salahuac.	

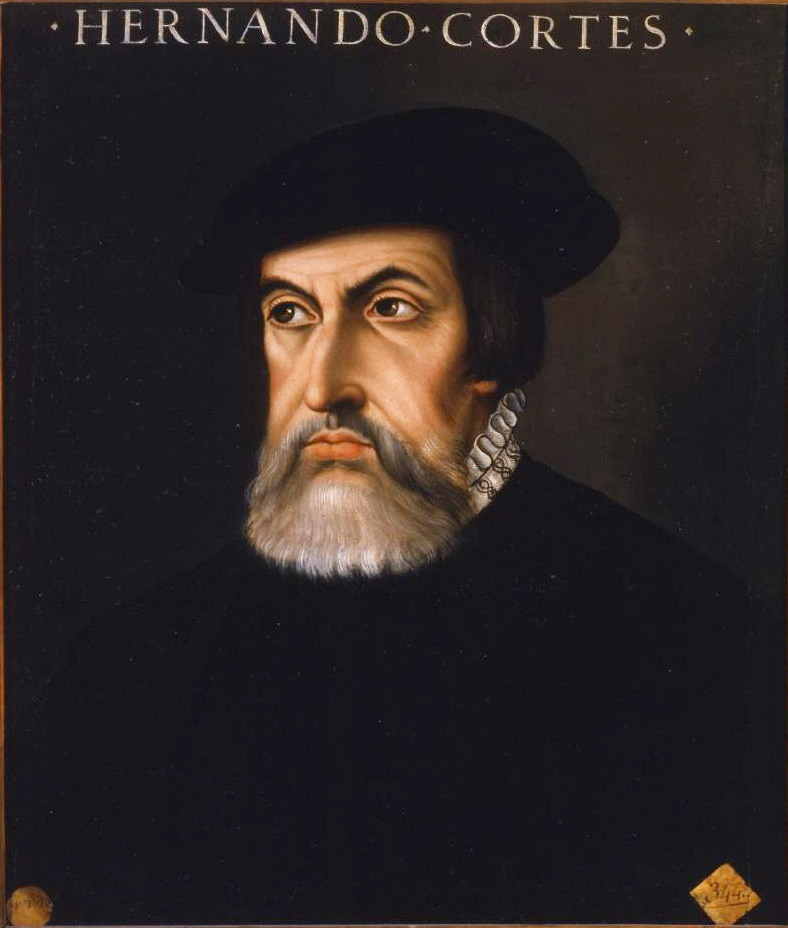
Hernán Cortés, conquistador español de la parte central de México.

Basándose en una pronunciación semejante Xalahua, Anguiano Tafolla define a este lugar como: «El que tiene amates (salates) en la arena»; mientras que Figueroa Torres con los vocablos Tzalahua difiere un poco al definirlo como «Lugar en donde se encierra el agua». Se cree que ambas decertaciones en su toponimia guardan apegada importancia geohistórica, así como también el alto valor antropológico de unos rasgos indígenas todavía notables en algunos de sus actuales moradores.
En el siglo XVI, durante la conquista de las tierras americanas y sus mares de la  Nueva España sus costas se consideraron viables para el establecimiento de rutas y enclaves para la navegación y al comercio hacia el Oeste. 
En este sentido Hernán Cortés, conocedor de la tierra nueva que conquistaba, le pareció mejor explorar el mar del sur y extender las conquistas hacia el oriente, que sitiar por tierra ciudades y comarcas con estrategias de guerra. Así pareció reaccionar al dar con la clave de un dominio hegemónico que por siglos establecieron los mexicanos desde la meseta de Anáhuac («donde confluyen dos océanos», en náhuatl), hasta las planicies y cordilleras mesoamericanas ubicando los pasos ístmicos, selvas y nexos con otros pueblos de América del Sur, según los códices y registros topográficos hechos en papel amate que le fueron entregados en su viaje a Las Hibueras.
La matrícula de tributos al contener el listado de los productos que los pueblos dominados por ese imperio le ofrecían a modo de impuesto, fue otra de las claves que reveló a Cortés acerca de los recursos naturales y económicos de regiones vecinas, su potencial demográfico.
Correspondió a Gonzalo de Umbría ser el primero en informar a Don Hernando del "Reino de Colimotl" y de la mar del sur, a través de informes recibidos en los pueblos de Michoacán:

«...Así mismo vinieron a esta razón los dos españoles que habían ido a la provincia de Michoacán, por donde los mensajeros que el señor de allí me habrá enviado me había dicho que también por aquella parte se podía ir a la mar del sur, salvo que habría de ser por tierra de un señor que era su enemigo...»

Agrega:

«Yo tenía, muy poderoso señor, alguna noticia, poco había, de la otra mar del sur, y sabía que por dos o tres partes estaba a doce y a trece y a catorce jornadas de aquí; y estaba muy ufano, porque me parecía que en la descubrir se hacía a vuestra majestad muy grande y ciencia y experiencia en la navegación de las Indias, han tenido por muy cierto que descubriendo por estas partes la mar del sur, se habían de hallar muchas islas ricas de oro y perlas y piedras preciosas y especería, y se habrán de descubrir y hallar otros muchos secretos y cosas admirables; y estos han afirmado y afirman también personas de letras y experimentadas en la ciencia de la cosmografía; y con tal deseo y conque de mi pudiese vuestra majestad recibir en estos muy singular servicio, despaché cuatro españoles, los dos por ciertas provincias y los otros dos por otras...»

Algunos historiadores aseguran, sin comprobar hasta la fecha, que Juan Rodríguez de Villafuerte comisionado por Hernán Cortés para construir en Zacatula las naves destinadas a los descubrimientos, hubo atacado por mar las poblaciones costeras y logrando desembarcar en Salahua para luego internarse hasta Caxitlán y sostener batalla con los colimotas, como algunos historiadores regionales confirman. Sin embargo, la mención a Colima aparece en la cuarta Carta de Relación fechada hacia el 15 de octubre de 1524:

«...Yendo ese dicho capitán y gente a la dicha ciudad de Zacatula, tuvieron noticia de una provincia que se dice Colimán, que está apartada del camino que habían de llevar sobre la mano derecha, que es al poniente, cincuenta leguas...»
Hernán Cortés

Crónicas como las de Francisco López de Gómara y Bernal Díaz del Castillo mencionan al capitán Cristóbal de Olid como el jefe de esta incursión frustrada; Carl O. Sauer escribe que Juan Rodríguez de Villafuerte sería el más próximo a dicha incursión por la proximidad del encargo que tuvo al preparar la construcción de cuatro navíos en el de alguna forma de haber participado en el suceso, es decir, Villafuerte entró en una incursión que desobedeciendo cualquier orden del mando superior creyó poder controlar fácilmente la zona, todo lo contrario, pues a su llegada al paso de Trojes se encontró con una emboscada colimota. Sorprendido Don Hernando, dado que no emitió órdenes expresas en la incursión a esta zona, decide enviar a principios de 1523 al capitán Gonzalo de Sandoval, alguacil mayor que con treinta y cinco de caballo y doscientos españoles acompañado de cientos de naturales venían explorando las provincias de Tatactetelco, Tuxtepeque, Guatuxco (Huatulco) y Aulicaba, apaciguando los pueblos y tomando posición hacia el norte reforzándose una vez que estuvieron en Zacatula para apaciguar el lugar y realizar un reparto de tierras entre los españoles que le acompañaron.
La incursión de Saldoval a la costa de Colima, esta referenciada por Cortés en su cuarta carta de relación:

«...Y entre la relación que de aquellas provincias hizo, trajo nueva de un muy buen puerto que en aquella costa se había hallado, de que holgué mucho, porque hay pocos...»
Hernán Cortés

Los hallazgos de Saldoval regocijaron mucho a Cortés al narrarle los relatos existentes de una isla cercana a Cihuatlán habitada solo por mujeres y rica en perlas y oro. Asuntos urgentes le impidieron a Cortés confirmar el suceso personalmente. Antes de partir a la conquista de las Hibueras en 1524, comisiona a su pariente Francisco Cortés de San Buenaventura para hacer una nueva incursión por la costa y tomando posición de los nuevos descubrimientos y escribió al monarca:

«Cuando yo, muy poderoso señor, partí de esta ciudad para el golfo de las Hibueras, dos meses antes que partiese despaché un capitán a la Villa de Colimán, que está en la mar del sur ciento y cuatro leguas de esta ciudad; al cual mandé que siguiese desde aquella Villa la costa del sur abajo, hasta ciento y cincuenta o doscientas leguas, no a más efecto de saber el secreto de aquella costa, y si en ella había puertos».
Hernán Cortés

En sus instrucciones a Francisco Cortés, Don Hernando escribió:

«Sabréis y hacerme heis entera relación de que manera corre la corta, e los puertos que falláredes en ella, e en que paraje está cada uno, e la manera que tiene, e todas las demás particularidades que os pareciere acerca de este caso, lo que me debéis escribir...»

En agosto de 1524 Francisco Cortés de San Buenaventura con el nombramiento de Lugarteniente y alcalde Mayor llega a la Villa de Colima donde es recibido por el Ayuntamiento bajo gran solemnidad y con él firma el propósito de:

«...reunir una fuerza y veinticinco jinetes y cincuenta a sesenta y seis peones, dotarla de dos cañones, y explorar la costa en busca de las famosas Amazonas, asentando en un diario cuanto suceso ocurre durante la expedición, haciendo relaciones geográficas y estadísticas formando inventario de regalos y despojos...»

En esa comisión le acompañan los franciscanos Juan de Padilla y Fray de Bolonia, quienes levantaron la primera iglesia que años después sería el convento de San Francisco de Almoloyan; la construcción más antigua del occidente de Nueva España y una de las primeras en el continente.
López Portillo y Max Weber recopilan en su obra una relación escrito por Fray Francisco Mariano de Torres en la que señala como año de expedición el año de 1526:

«...Saliendo de Colima y viniendo según de Zapotitlán, Tuxcacuesco, Autlán, Tanamastlán, Tecolotlán, Ameca, conquistó desde el Valle de Ahualulco hasta Tepic, y viniéndose por Qualctemba y toda la costa del mar del Valle de Banderas al de los Frayles, al de los coronados...»

Pareciera ser que Francisco Cortés de San Buenaventura no obedeció las órdenes de su primo de reconocer la costa, pues siguió la ruta de la sierra y las altiplanicies; según la "Relación de una visitación" fechada en enero de 1525 que se elaboró en esa expedición y que sirvió a Don Hernando como evidencia ante los reclamos jurídicos de Nuño de Guzmán sobre su derecho a ocupar las tierras del centro y Suroeste de Jalisco, Nayarit y Colima.
Las exploraciones de Asia que arrojó el primer viaje de circunnavegación al globo por Juan Sebastián Elcano, motivaron a Carlos V preparar una expedición más a las islas Molucas, que partió del puerto de la Coruña, España, el 14 de julio de 1525, en una armada compuesta por siete naves a cargo de Fray García Jofre de Loaysa y Sebastián Caborte. En ella se alistó Andrés de Urdaneta, como asistente de Sebastián Elcano, adquiriendo experiencia de las rutas, corrientes y diversos grupos de islas pertenecientes a las Marianas, las Marshall y las Célebes, antes de poder regresar a España once años después. De ese viaje, solo una de las naves, la Santa María de la Victoria, logró llegar a Tiradores casi dos años después de que partiera. Tanto Loaysa como Elcano murieron antes de llegar a su destino.
En el viaje de ida de dichas islas, tras cruzar el estrecho de Magallanes y enfilar al océano Pacífico, una de las naves, la "Santiago", cuyo capitán era Santiago de Guevara se extravía hacia el mes de junio de 1526. La falta de víveres y el mal estado de la nave los obligan a poner proa al norte, hacia las costas de la Nueva España, recorriendo unos 7500 km desde los 51° de latitud sur hacia los 16° de latitud norte.
La "Santiago" arriba a las costas de Tehuantepec, donde Cortés tenía apostados astilleros para construir sus naves mismas que las ofrecía al monarca para descubrir esas islas de las especies, y en su caso auxiliar a la expedición perdida de Loaysa cuyo destino ignoraba preocupando hondamente al monarca según escribirá en su Quinta Carta de Relación y en un complemento a ella (septiembre de 1526).
La llegada del patache con noticias, planos e informes del plan expedicionario a esa tierra, y la cédula real que Carlos V envía a Cortés fechada en junio de 1526 encargándole la preparación de una armada que se dirigía a las Islas de Molucas en auxilio de esa expedición despertaron en el conquistador nuevos deseos de descubrimientos y conquistas.

## Expedición de Álvaro de Saavedra Cerón
Hernán Cortés, decidió llevar a cabo otras empresas aparte de los consumados en los dominios de Moctezuma. Quería explorar las costas orientales desde Florida hasta el banco Terranova, y despachada a sus capitanes a las conquistas de nuevas provincias. Esta vez envió a otro de sus primos llegados a la Nueva España, Nuevo de Saavedra Cerón a reconocer el mar del sur descubierto desde 1513 por Vasco Núñez de Balboa.

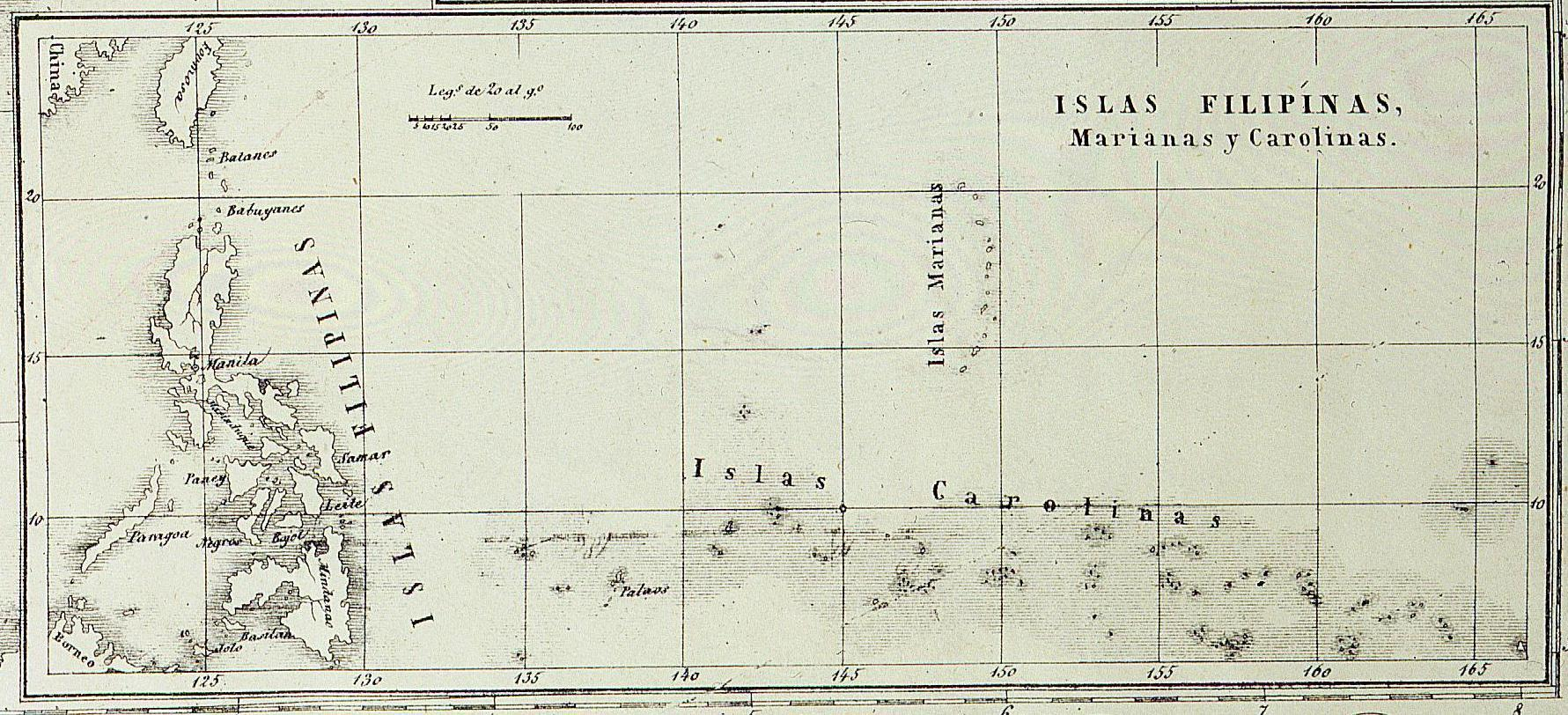
Mapa de las islas Marianas, Filipinas y Carolinas.

El 31 de octubre de 1527 con la intención de rescatar la armanda perdida de Frey García Jofré de Loaysa, y sumar nuevos descubrimientos, partió Saavedra Cerón de Aguatanio desde Zihuatanejo con tres naves. La Floridad, que era la capitana y contenía 15 hombres provistos de abundantes víveres y 30 piezas de artillería. La flota tomó el rumbo 5.0 y descendió hasta los once grados de latitud N., luego se dirigió al O., pero dispersadas las naves por un temporal, la capitana llegó sola a un archipiélago que recibió en esos momentos el nombre de reyes, (más tarde el de los Ladrones y mucho tiempo después (1668), al ser ocupado por los españoles, el de Marianas, del nombre de la esposa de Felipe IV).
De este archipiélago pasó Cerón, siguiendo el mismo rumbo al de Filipinas (Mindanao), descubierto en mayo de 1521 por Magallanes, que encontró en Zebú su sepulcro. Cerón tomó posesión de las islas en nombre del rey de España, rescató a precio de oro a unos castellanos de la expedición de Loaysa e hizo las paces con el señor de Zebú, hablando y dando a beber sangre del brazo, como asientan Gomara y el cronista Herrera, según las costumbres de aquellas tierras. Cerón, después de visitar las islas Terrenate y Gilolo del grupo de las Molucas, llamadas de la Especiería, y de recorrer los mares de Oceanía en distintas direcciones, intenta partir para la Nueva España junto con un valioso cargamento de especias encontrándose vientos adversos y temporales que lo hicieron regresar a Tidore. Ahí repara su nave y emprende con mala suerte otro intento muriendo en la navegación el 19 de octubre de 1529, motivo por el cual tornó la nave a las Molucas solo para enterarse de que el Emperador Carlos V he cedido sus derechos a Portugal y por tanto, quedando ellos como prisioneros de los portugueses. Varios años después son readmitidos a Europa, entre estos marinos deportados se encontró Andrés de Urdaneta.

## Descripción de la Costa de Motines y el Puerto de Santiago
De primeras incursiones españolas a Colima, existen menciones esporádicas de sus costas y sus puertos. La referencia de Sandoval respecto a la existencia de un puerto de mar, no aclara si se trata de Salagua o La Navidad. La descripción de la derrota del bergantín Espíritu Santo es por tanto, la primera que se tiene para el litoral existente entre Zacatula, sobre la desembocadura del Balsas, a la Bahía de Santiago, en Colima.
El documento señala el 14 de julio de 1527, como la fecha de salida del bergantín del puerto de Zacatula. La primera bahía descrita es aquella en la que se asienta el Puerto de San Cristóbal, identificado por Donald Brand en 1956 como Caleta de Campos:

Y entramos en el dicho Puerto de San Cristóbal el lunes a medio día, y lo sondamos y hallamos a la boca veinte brazas, y más adentro diez brazas, y a la ensenada que hace a la banda del Hueste hay siete brazas, y más adentro hacia la banda del este seis brazas, y de allí yendo la vía de Nurueste está otra ensenada, que hay quatro brazas: y todo este puerto está encubierto de todos los vientos y es limpio: y dentro de este dicho estuvimos surtos dos días, y cabrán dentro cinquenta naos
«Relación de la Derrota...» en Buckingham Smith, 1857

El siguiente fondeadero descrito es posiblemente el mencionado posteriormente con el nombre de Ensenada de Tejupan por Donald Brand. El documento puede prestarse a confusión ya que nombra al río de Coalcomán con el nombre de Zacatula, el que evidentemente no es el mismo del cual había partido la expedición días antes. Este lugar, idóneo para el abastecimiento de agua bastimentos, fue de hecho muy empleado por piratas en los siglos XVII y XVIII:

Y luego del segundo día (de viaje), venimos a reconocer obra de seis leguas a barlovento del río de Zacatula a la parte del Oeste, y vimos hacia el este estar una montaña pequeña que cae sobre la punto del río de Zacatula, y de la punta del dicho río corrimos esta corta leste oeste quince leguas, y vimos unas berrocas coloradas que están a la legua del agua, y un cuarto de media legua hayamos fondo de quince brazas, y haya arena negra menuda; y andando más adelante, por la dicha costa había diez leguas de punta a punta.

Es posible que la descripción que hace el Derroteo sobre el puerto al cual bautizaron con el nombre de la Magdalena, corresponda a la de la ensenada de Maruata:

En esta costa está una ensenada que es toda de arena y tiene cuatro Isleos; los dos están pegados con la tierra firma, y uno de ellos está obra de un tiro y ballesta en el mar, y estos dichos isleos pueden surgir de la parte del Hueste, y pueden estar doce brazas, y es limpio de arena negra y menuda; y estos dichos Isleos son grandes, y las montañas que caen sobre el Puerto son baxas, y de la parte del Hueste hacen una montaña algo alta, y de la parte de la mar hace unas barreras blancas, y echan un Isleo fuera de la mar, está otro chico, y dentro de este Puerto hace una playa en medio puerto ha por nombre el Puerto de la Magdalena, por que surgimos en el su víspera.

En cuanto a la ensenada de San Telmo, referida posteriormente con el nombre de Suchissi por Sebastián Vizcaíno, es descrita como una playa de arena blanca al pie de una alta sierra, la de Maquilí:

Y es arena blanca y gruesa, y es por la costa arena, y de aquí a la vía de Nurueste están dos sierras altas sobre la mar, y entra la una sierra y la otra hace una ensenada de dos leguas...

Sigue aquí la descripción de las costas de Tecomán; de ella llaman la atención de dos cosas, la primera es el hecho de no mencionar a la desembocadura del río de Alima (Coahuayana) y la segunda, las referencias a picos y montañas que podrían ser los volcanes de Colima, los cuales posiblemente fueron divisados a través de las extendidas llanuras costeras:

Y luego allí dimos en otra costa que se corre Norueste Sueste, y toda la costa de la mar es arena, y es toda la tierra baxa, y abra de la mar a las montañas dos leguas, y tiene muchas montañas altas la tierra adentro, y tiene esta dicha costa de cabo a cabo doce leguas, y a la punta del Hueste hace delgada sobre la mar, y más adentro hace una montaña que parece la sierra de las cabras, y luego más a la tierra adentro tiene otra montaña que parece como el pico de fayal...

### Descripción de las bahías de Manzanillo y Santiago
A partir de un texto de la derrota del bergantín Espíritu Santo también se puede extraer:

Luengo de la costa tiene tres montañas muy altas de árboles, y tiene una en el medio, y la de la parte del Hueste que parece Bela, y está esta costa en diez y nueve grados. En la punta del Este de esta costa está un Puerto en la propia punta en medio del Puerto está un Isleo blanco y otro chico cabe en él; casí lo lava la mar, y está de la tierra firme dos tiros de ballesta; y en la parte de este Islao la vía del Sueste hace otro baxaquelava la mar, y pueden entrar navíos de una parte y de otra, y junto a esta vaza hay quince brazas, y es limpio todo y es arena negra.

En saliendo del Isleo blanco vimos una punta que se corre al Oesnorueste yotra punta que se corre al Norueste cuarta al Oeste, y hay diez leguas de punta a punta, y aquí hayamos un Puerto que tiene de boca dos leguas, y de adentro es muy ancho, y así como entramos fuimos la vía del Este, y anduvimos media legua, y luego tiramos la vía del Susueste y dimos en una ensenada que tiene un Isleo de la parte del Nordeste: y este Isleo está en la tierra firme y vate la mar en él, y en esta ensenada hay cuatro bazas; es arena menuda y negra: y luego de aquí fuimos la vía del Norueste una legua, y vimos una punta que sale de la tierra firme, y está Nordeste Sudeste, y al pie de esta punta está un Río de agua dulce, que está tres tiros de vallesta de la mar, y tiene la dicha punta dos Isleos en la mar, uno grande y otro pequeño, y esta punta está toda cubierta de arboleda, y luego de aquí tiramos al Hueste, y vimos estar una montaña que bate la mar en ella, y tiramos y entramos dentro y surgimos en cuatro brazas, y es arena negra y es limpio; y luego vimos al norte una montaña muy alta Norte Sur con esta ensenada: y salimos fuera desta ensenada para la mar, y estuvimos en medio de la boca del dicho Puerto: de la parte del Hueste están dos Isleos media legua de la tierra firme de la parte del Norueste, y luego vimos cuatro Isleos en la dicha parte del Nurueste, y están otros meducicos que se llaman los Frayles, y en este dicho puerto es todo sierras altas, y una que está encima del dicho puerto es más alta que todos, y face las puntas de este dicho puerto gruesas que bate la mar en ellas, y la Bahía de este Puerto es muy fondeable e no fallaramos fondo ninguno, y está este puerto en diez y nueve grados y tres tercios de altura: y por toda esta costa hay montañas muy altas, y le pusimos por nombre a este dicho puerto el Puerto de Santiago, porque entramos en la víspera de Santiago; y por toda esta costa es poblada de Indios, y nos daban agua y gallinas y de lo que tenían, y es muy buena gente
"Relación de la Derrota..."en Buckingham Smith, 1857.

La primera parte de la descripción se refiere a la vista que presenta la Punta Campos viniendo de las costas de Cuyutlán; las montañas altas arboladas son el Vigía Grande y el Vigía Chico. Es curiosa la mención a la parte del islote que "parece Vela" ya que actualmente se le conoce como Roca Vela.
Las puntas observadas al Oesnoroeste y al Noroeste son la Punta Carrizal y la Punta de Juluapan. Es seguro que el puerto ancho cuya boca es de dos leguas, con cuatro branzas de profundidad, de arena negra y menuda sea la bahía de manzanillo, y que el islote de tierra firme que bate la mar en él, sea el promontorio cercano al cerro de los Monos en el cual desemboca el río Salahua, el mencionado río de agua dulce.
La punta que sale de la tierra firme no es otra que la península de Santiago. Siguiendo la línea costera entrando de sur a norte a la bahía de Juluapan; los isleos mencionados sobre la boca de la bahía son aquellos ubicados entre la Audiencia y la punta de Juluapan, en cuanto a «los menudicos que se llaman los Frayles», siguen siendo conocidos con el mismo nombre. Esta parte de la costa, mencionada como puerto en sierras altas, con puntas gruesas batidas por la mar aluden a las ensenadas de Higueras y Carrizal, ubicadas entre la punta de Juluapan y la punta de Carrizal, un litoral formado casi totalmente por acantilados.

## Expedición de Diego Hurtado de Mendoza
En tanto que la expedición de Álvaro de Saavedra Cerón se esforzaba por encontrar la ruta que condujera de las Islas Molucas a la Nueva España, Hernán Cortés emprendió el regreso a Europa para su primera entrevista con la Cortes después de la conquista de la Nueva España. Entre las mercedes que solicitó como recompensa a sus afanes sobresale una capitulación o contrato para los descubrimientos que esperaba hacer en la mar del Sur. Cortés recibió en Barcelona dos cédulas reales en 1529; una de ellas le concedió el título de "Marqués del Valle de Oaxaca", la otra lo nombró "Capitán General de la Nueva España" incluyendo las provincias de la Mar del Sur. Posteriormente recibió la provisión del rey en la cual le concedió permiso para descubrir y poblar en el Mar del Sur y tierra firme, entre cuyas atribuciones estaba la de nombrar alcaldes y justicias.
La lucha por el poder en Nueva España se presentó en estos primeros momentos como la lucha por contrarrestar la influencia del conquistador, para ello se recurrió no siempre a métodos claros u honestos. Un claro ejemplo es el proceder de la relación al astillero que Cortés mantenía en el istmo de Tehuantepec. En este lugar el capitán Francisco Maldonado dirigía la construcción de cinco navíos; los aparejos y materiales fueron destruidos y el capitán fue preso por órdenes de los oidores.

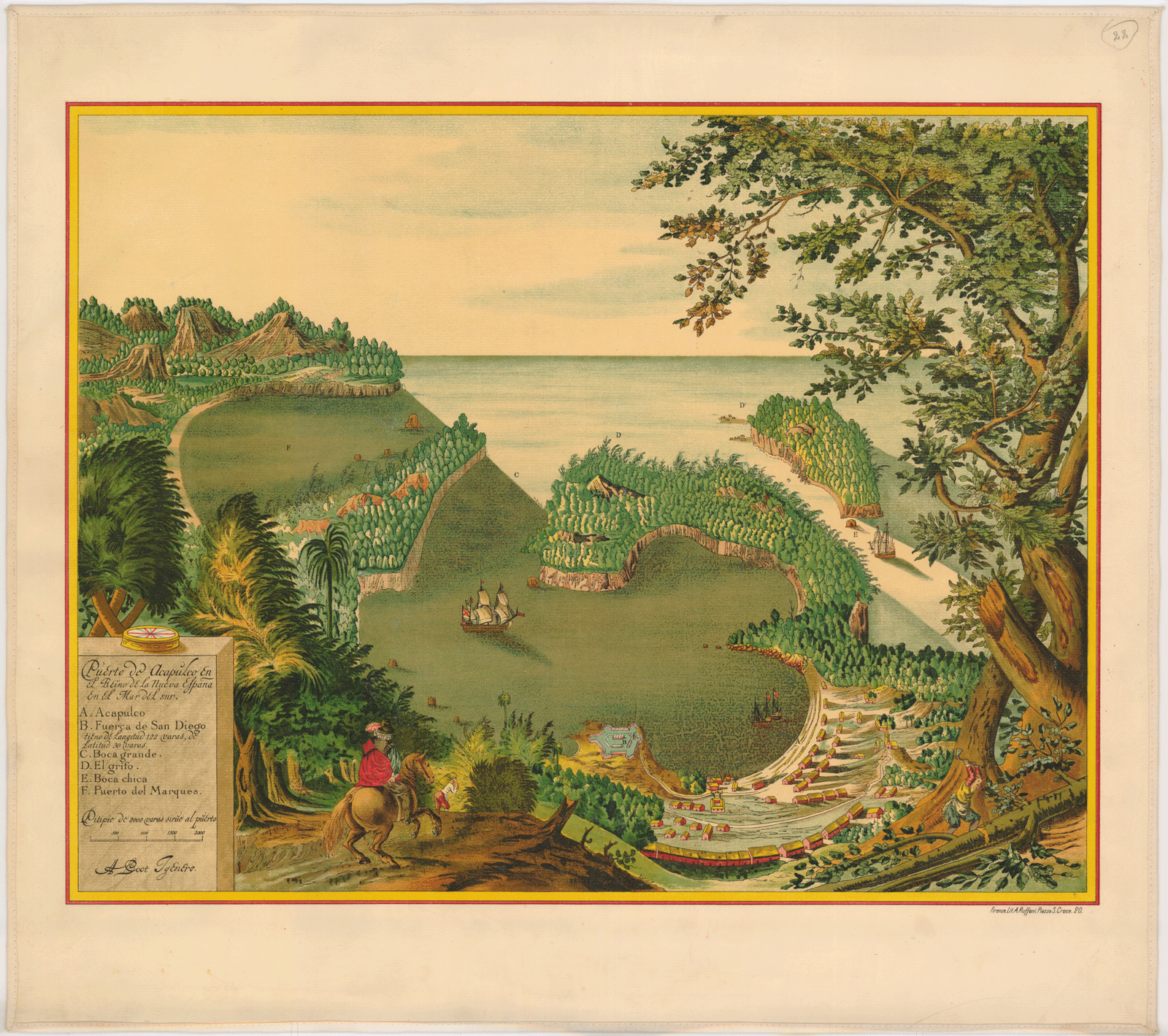
Representación del puerto de Acapulco en 1628.

Son tantos y tan burdos los excesos de esta Primera Audiencia que el mismo Obispo Zumárraga solicitó su destitución. Al regreso de Cortés y una vez designada la Segunda Audiencia por el Rey, el conquistador recibió el apoyo de la Corona para las nuevas empresas de exploración y descubrimientos. Incluso, por instrucciones de una cédula real de la reina Juana, enviada a la Segunda Audiencia en 1513, Cortés debía en término de un año habilitar la armada naval y al término de dos, hacerse a la mar.
Según la "Instrucción de Hernán Cortés a Diego Hurtado de Mendoza para el cumplimiento del viaje a la mar del sur", se sabe que para el 30 de junio de 1532 las naves San Marcos y San Miguel se encontraban listas para zarpar en el puerto de Acapulco. Las instrucciones son muy enfáticas en el sentido de explorar las islas y las costas del Pacífico más allá de la gobernación de Nuño de Guzmán, la cual llegaba a la altura de Culiacán, el presidente de aquella Primera Audiencia que ordenó destruir sus naves de Tehuantepec.

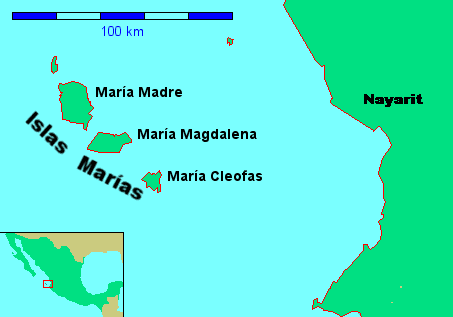
Mapa esquemático de las islas Marías.

Según López de Gómara el viaje se inicia en Guatlán o Santiago de Buena Esperanza, en donde es posible que hayan terminado de abastecerse de aguas y bastimentos. El agua se les acaba a la altura del Puerto de Xalisco (San Blás), en donde intentan recalar para proveerse de agua, lo cual impide Nuño de Guzmán; en este lapso son descubiertas las islas Marías.
Posteriormente, a la altura de la ensenada de Pabellones o la bahía de Altata desembarcan por varias semanas. Debido a la ausencia de alimentos, una parte de la tripulación se amotina y toma un barco. Hurtado de Mendoza continúa su reconocimiento y, dado que nunca se volvió a saber de él, se presume que naufragó después de una tormenta. El resto de la tripulación se dirige entonces a Culiacán en la otra nave, tomando tierra los más fuertes y dirigiéndose hacia los dominios de Guzmán en donde son tomados presos. Los que quedan en la nave deciden navegar hacia el sur, pero son alcanzados por un temporal el cual hace que encalle el barco sobre el litoral de la bahía de Banderas, sólo tres marinos sobreviven al naufragio y a los indios, uno de ellos se dirige a Nuño de Guzmán para informarle del abandono de la nave y a solicitar el regreso de la misma a Cortés; este hecho dará lugar a una larga discusión entre ambos conquistadores. Los otros dos sobrevivientes se dirigen a Colima a dar noticias de tan catastrófica expedición.

## Visita al puerto de Salagua del Capitán Sebastián Vizcaíno

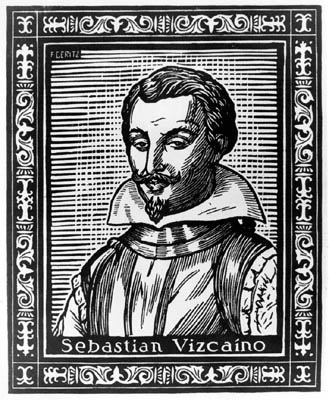
Sebastián Vizcaíno (1548-1623).

En 1596 Sebastián Vizcaíno, que tenía gran experiencia en la navegación del Mar del Sur, ya ques había hecho varias veces el viaje a Manila en los galeones del comercio de la Nao de China, fue comisionado por el Rey de España para tomar posesión de las Californias, tratando de acabar con las incursiones de piratas ingleses, que como las de Francis Drake y Thomas Cavendish entre 1578 y 1587, habían sido nefastas para la navegación de los galeones y la seguridad de las ciudades costeras.
Bajo comisión de la compañía Pescadora de las Californias, Vizcaíno forma una expedición de tres naves bien armadas y aprovisionadas por cuenta del Monarca, y parte de Acapulco en junio de 1596 para arribar a Salagua a recoger un contingente de soldados y aventureros que, desde México, iban a embarcar en dicho puerto. Algunos de estos soldados que venían al mando del Capitán Fernando de Gálvez de Barrionuevo, a su paso por Colima desertaron de la contratación y se avecindaron en la Villa de colima.
Vizcaíno desembarcó después en la antigua Santa Cruz, a la que llamó "La Paz", dadas las manifestaciones de humildad de los indígenas. Encontró restos del antiguo pueblo fundado por Hernán Cortés y encontró en los naturales de la zona, numerosos objetos españoles que guardaban con extraordinario aprecio, tales como las herramientas de metal. Vizcaíno construyó iglesias y casas para los religiosos, soldados y marinos. Vista la posición natural de la tierra que era pobre de producción, tuvo que abandonar La Paz a los dos meses de estancia por falta de víveres, regresando a Acapulco ese mismo año. A partir de entonces La Paz fue conocida como apostadero en la explotación de perlas.
El 5 de mayo de 1602 Felipe III envió nuevamente a Vizcaíno a recorrer la costa Occidental de la Baja California comisionado por la "Compañía Pesquera de las Californias" de perlas, arma una nueva flota de tres barcos llamados San Diego, Santo Tomás y Tres Reyes, la cual zarpó de Acapulco el 5 de mayo llevando de cosmógrafo de la expedición a Jerónimo Martín Palacios, en cuya relación de derrotero desde Acapulco al Cabo Mendocino menciona las pesquerías de Colima en la laguna de Santiago:

«...y de ellas al nor-deste va perlogando un valle de Cagitlán a donde hay muchas güertas de cacao i si se hace un claro se verá al volcán de colima que está quince leguas de la mar y hecha humo, y a dos leguas destas pesquerías por la costa adelante está el puerto de Salagua...

..todos estos puertos están dentro de la boca del Salagua, tienen leña, madera, i agua hallarase en medio de la ensenada en donde está un platanal, y del al pueblo (de Salagua) hay dos leguas...»

Vizcaíno explora minuciosamente todos los entrantes de la costa durante nueve meses, subiendo hasta el grado 43. Creyó haber llegado a la boca del estrecho de Anián, imaginario paso entre el Pacífico y el Atlántico, lo que no se atrevió a pasar debido a que toda su tripulación había enfermado de escorbuto.
Sebastián Vizcaíno más adelante figurará en dos acontecimientos importantes de la epopeya marítima colonial:
1. El 9 de junio de 1611 cuando al frente de una expedición arriba a un puerto japonés.
2. El 11 de noviembre de 1615 cuando defiende el puerto de Salagua de una depredación filibustera neerlandesa del Almirante Joris van Spilbergen, quien había causado desolación y saqueo en la costa desde el Perú, y apoderarse en Zacatula de uno de los navíos de los que custodiaban la llegada del Galeón, la armada que sobreavisada de esta depredación resguardaba la costa al frente de otro insigne navegante español, el Capitán Nicolás Cardona.

## Hernando de Lugones visita el puerto de Salagua
Los navegantes de América, Austral y Polinésica habían establecido un prestigio continental por su osadía exploratoria, combatividad y celo en el resguardo de las rutas y enclaves novohispánicas en el Pacífico, poco antes de que la Corona estableciera una geopolítica de fuertes y destacamentos navales acompañadas de esporádicas armadas reales que reforzaban los dominios de ultramar. Cabe referir las hazañas de los almirantes peruanos Torres y Fernando de Quiroz. Este último, quién después de descubrir las islas Marquesas con Álvaro de Mendaña, otro explorador polinésico a quien se atribuye en 1569 traer por primera vez a Colima, en el hemisferio septentrional americano la semilla de la Palma de Coco, había arribado en su regreso al puerto de Salagua de la Mar del Sur en 1597.
Quiroz y Torres tocarían ese mismo puerto entre los años 1605 y 1607, procedentes de la Tierra Austral del Espíritu Santo, Santa Cruz, Polinesia, partiendo del Callao, Perú, regresando por el Norte arribando a Acapulco después de descubrir el estrecho de Torres.
En el año de 1600 la Marina de Guerra del Perú que desde el puerto de El Callao hasta las Californias patrullaba las costas de la Mar del Sur en guarda del galeón de Filipinas, recibía socorro oportuno y avituallamiento en los puertos de Navidad y Salagua, según constan registros de la época existentes en los archivos coloniales de Colima. En esta ocasión esperaba el regreso de la Nao en Salagua, donde recibió la visita del Teniente del Puerto y socorrido en lo necesario, le entregaron «los pliegos de Su Majestad», para que desde Colima los llevase a un correo a la Ciudad de México, dando así pronto aviso al Virrey del regreso de la Nao de Filipinas y de su próximo arribo al puerto de Acapulco.

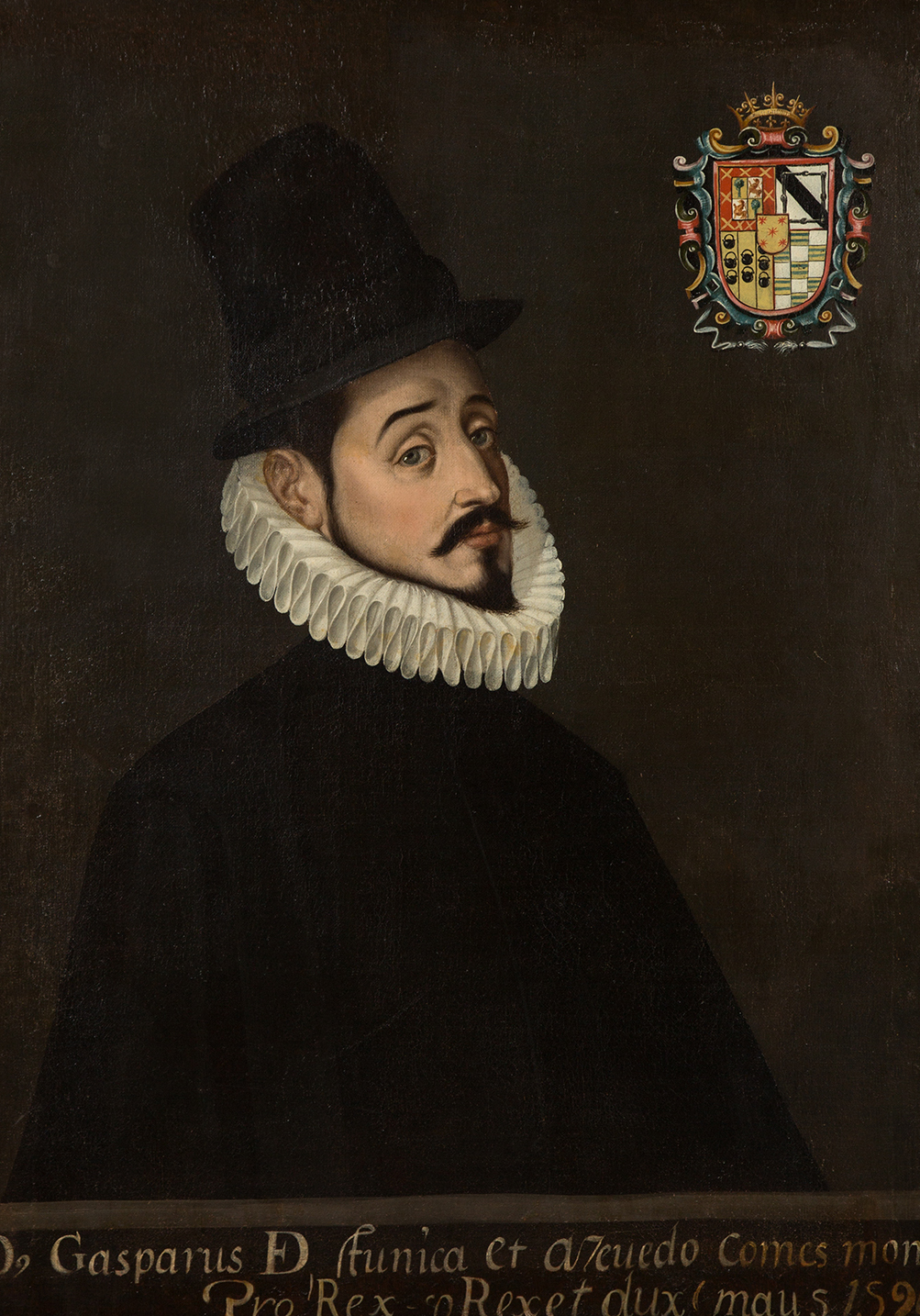
Gaspar de Zúñiga y Acevedo, quinto conde de Monterrey.

Don Gaspar de Zúñiga y Acevedo, Conde de Monterrey, Virrey de Nueva España, envió al Alcalde Mayor de Colima una carta con la recomendación siguiente:

«...guardareis esta carta y tendreis a un buen recabdo hasta dársela a Don Juan de Velasco, General de la Armada del Perú; y si aceptara a pasar por ahí, ventrais en un barco hasta dársela en sus propias manos, y de ello tomarais recibo...»

Para el citado suceso, suscitado en el año de 1600 Don Juan de Velasco murió en alta mar haciéndose cargo de la armada el Almirante Hernando de Lugones, a quien se le hizo entrega de la carta del Virrey y se le atendió como de costumbre.
El historiador finado Felipe Sevilla del Río a quien se le debe esta acuciosa investigación y transcripción paleográfica anexa en su texto de referencia esta importante correspondencia:

«Certifico yo el Almirante Hernando de Lugones que Felipe de Celas salió a reconocer esta armada en una canoa con cuatro indios y un español, cuatro leguas a la mar y con mucha voluntad ofreció el refresco que la tierra tiene de cosecha y el que tenía junto por orden del Alcalde Mayor de Colima, como su teniente que resside en el puerto de Salagua. Y para que conste su diligencia y buena voluntad le di esta certificación firmada de mi nombre; que es fecha en la mar y en el paraje del puerto de Salagua, a quince de noviembre de mil seiscientos años. Fernando de Lugones (firmado). Por mandato, Juan de Larralde, escribano.»

## Avistamiento de corsarios en 1606
A pesar de que los pocos estudiados y saqueados archivos coloniales del Ayuntamiento de Colima arrojen datos significativos acerca de las incursiones piratas en la costa Occidental del virreinato, se tiene registros de que en el año 1606 hubo un alistamiento general de vecinos de la villa de Colima por haberse avistado muchas velas enemigas en el puerto de la Navidad,
posiblemente encabezadas por el corsario Francisco Chambria, que al parecer, causó sobresalto en Nueva España obligando al Virrey Marquéz de Salinas el resguardo de la costa enviando un poderoso contingente de soldados al puerto de Salagua.
Después de este incidente en el que se estuvo a punto de librar batalla, la costa guarnecida ofrecía aventuras y tragedias como las de Don Martín Yáñez de Armida, quien surcaba estos desolados parajes en busca de tesoros, haciendo incluso navegaciones hacia las Islas del Poniente, ahora Revillagigedo.
El año de 1606 sería recordado también por los fuertes temporales y naufragios que se dieron en las proximidades de la costa, entre ellos el de Diego de Rivera, primer médico que prestó sus servicios en la Villa de Colima y que al parecer, había servido a la expedición que Fernández de Quiroz realizó por Colima ese año.
A partir de entonces, al correr de los años serían innumerables los sobresaltos y fatigas que la vigilancia y resguardo costero cobró a sus vecinos, de vida monótona y tranquila, se veía de pronto sacudida por noticias de velas enemigas en las proximidades del puerto de Salagua, donde, previniendo cualquier invasión, se tenía constantemente vigilado el puerto por sus vigías próximos, generalmente indígenas, apostados en sus principales cerros con mayor vista al mar como los de Juluapan, Miraflores y de las Caletas, hoy Cerro de la Cruz o Vigía Grande.

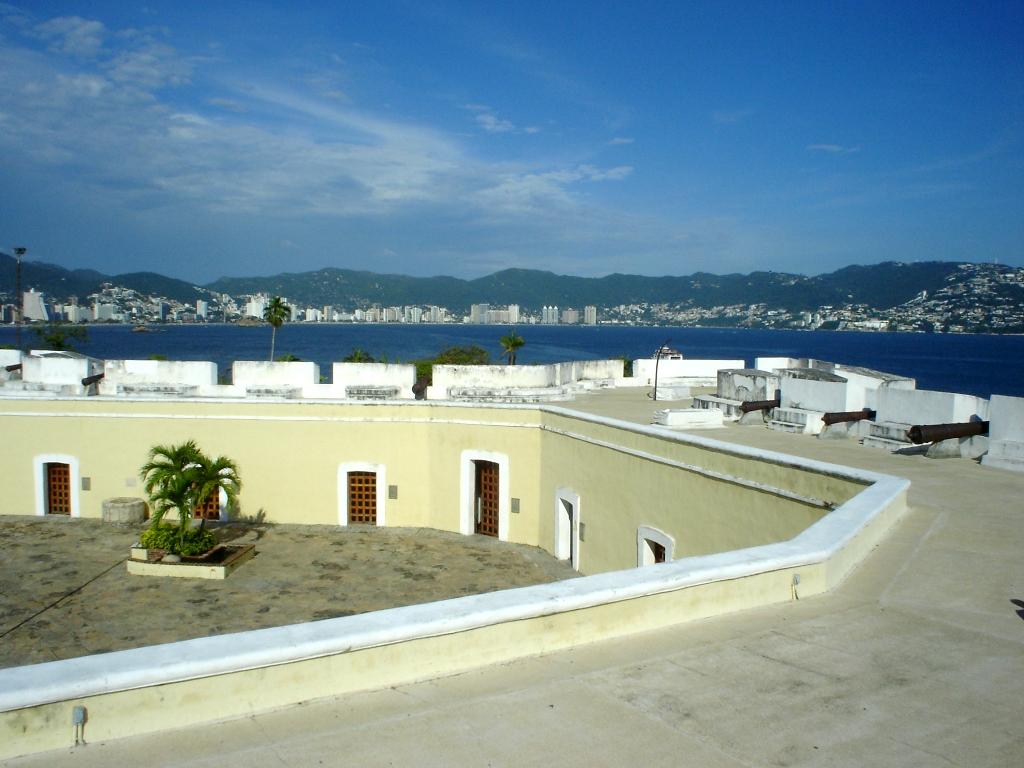
Fuerte de San Diego en Acapulco.

Con el tiempo cobrarían vigor esos centinelas para Nueva España al probar su efectividad, al igual que el sistema de fuertes que la Corona apostó en diversos mares para guarnecer sus dominios de ultramar, como el Fuerte de San Diego en Acapulco que en 1617 construyó el ingeniero Adrián Booth con guarnición y artillería, y que aparece en diversos grabados neerlandeses como prueba precisa de sus remotas y estudiadas incursiones a la costa americana del Pacífico.
Tan célebre como esas fortalezas fueron también los vigías de Totolmaloyan de Colima, cuya toponimia náhuatl significa «lugar de pájaros», dado el carácter singular de sus lagunas salitrosas que fueron vasto asentadero de aves migratorias, conocido y referenciado en informes jurisdiccionales y censales rendidos al virreinato y al Rey, como las noticias al reino levantadas en 1617, que probaron la existencia de las minas de hierro de Aquila, Pustla, Pichila
-piscila-, Tlacalahuastla (Peña Colorada) y otras regiones circunvecinas.

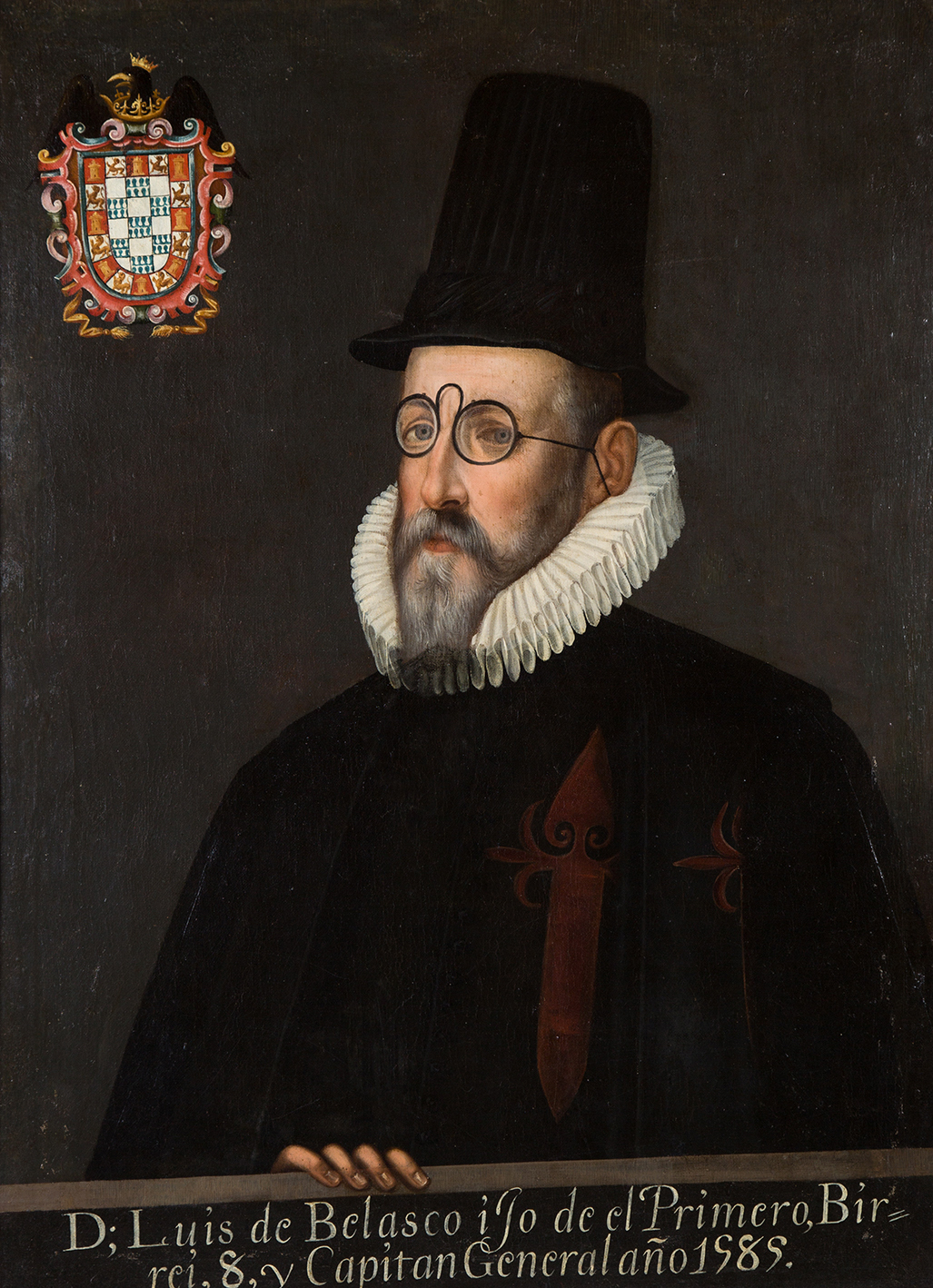
Luis de Velasco y Castilla, virrey de la Nueva España.

Para 1612 el puerto de la Navidad seguía recibiendo algunos de los exploradores peruanos del Suroeste del Pacífico, que continuaron incluso suministrándose en Salagua y Santiago. Vázquez de Espinoza menciona que del puerto de Huatulco se exportaba mucha brea para calafate hacía el Perú y que era el puerto más importante de la diócesis de Oaxaca. Asimismo el puerto de Navidad no era ya reconocido como parte de Colima y Michoacán sino a la jurisdicción de Autlán, del reino de la Nueva Galicia.
En 1612 por mandato del virrey Luis de Velasco la Real Audiencia de México ejecutó el levantamiento de una provanca -Provincia o refundación según Sevilla del Río-, ordenando la tala total de los palmarés de coco en la provincia y costas de Colima. A la razón, llegaba a la Villa el nuevo Alcalde Mayor Capitán Don García Osorio de Valdez, a quien por su condición misma compartía la ejecución de la Ordenanza. Los vecinos de Colima protestaron amenazando con despoblar la villa y argumentaron que era su principal fuente de trabajo, a la vez de que contrubuían en los alistamientos de milicias para la defensa de las costas vigilando y combatiendo a los corsarios.
La causa de que se ordenara talar los palmarés fue la gran demanda de fabricación de vinos de coco, que se siguió produciendo hasta el año de 1671, en que se decretó la “Prohibición absoluta de bebidas nacionales de la Nueva España”.